# Dostpur
Dostpur är en ort i Indien.   Den ligger i distriktet Sultānpur och delstaten Uttar Pradesh, i den centrala delen av landet, 600 km sydost om huvudstaden New Delhi. Dostpur ligger 97 meter över havet och antalet invånare är 12 688.
Terrängen runt Dostpur är mycket platt. Runt Dostpur är det tätbefolkat, med 659 invånare per kvadratkilometer. Närmaste större samhälle är Akbarpur, 18,3 km norr om Dostpur. Trakten runt Dostpur består till största delen av jordbruksmark.